# 构造抬升
构造抬升指归因于板块构造的于地表发生的地质抬升。虽然地壳均衡反映也很重要，但一个地区平均海拔的增加只能发生在地壳增厚的构造过程中(如造山运动)、地壳与下方地幔的密度分布变化及因刚性岩石圈的弯曲而产生的弹性支撑。
还应考虑剥蚀作用（磨损地球表面的过程）的影响。本专题范围内，隆起与剥蚀是有关的，因为剥蚀能使地下岩石更接近地表。这个过程可以将大的负荷从高处重新分配到地形较低的地区--从而促进剥蚀地区的等静力反应（可能导致局部基岩隆起）。地质学家可通过压力-温度研究来估计剥蚀发生的时间、规模和速度。

## 地壳增厚
地壳增厚有一个向上的动量组分，通常发生在陆壳被推到另一块陆壳上时。板块碰撞时每个板块上脱落下来的推覆体开始互相叠加，该过程的证据可见于被保留下来的蛇绿岩套推覆体（如喜马拉雅山），以及倒变质梯度的岩层中。保存下来的倒置变质梯度表明，岩层堆积速度之快以至于热岩石在被推到冷岩石之上之前甚至没时间进行平衡。岩层堆叠的过程只能持续这么久，重力最终会限制进一步的垂直增长（即山体垂直增长有一个上限）。

## 地壳及地幔的密度分布
虽然山脉的隆起表面看来主要是由地壳增厚造成的，但还有其他力量在起作用。当存在密度差异时，所有构造过程都会有引力参与。典型例子是地幔的大规模循环。地表附近的密度变化（如洋壳板块的产生、冷却、俯冲）也会驱动板块运动。

山脉的动态受整个岩石圈柱的引力势能差异支配（参见地壳均衡）。若地表高度的变化代表了地壳厚度的等效补偿变化，那么单位表面积的势能变化率与平均表面高度的增加率成正比。当地壳（而非岩石圈）的厚度发生变化时，抵抗重力做功的功率也最高。

## 岩石圈屈曲
受地球地壳的弹性影响，隐没带海沟向海一侧的岩石圈会向上屈曲。

## 构造隆升
造山运动是构造板块碰撞的结果，会导致山脉或大面积的抬升。造山运动最极端的形式可能是陆壳与陆壳间的碰撞。这个过程中，两块大陆会被缝合在一起，产生大型山脉。典型例子如印度板块和欧亚板块的碰撞，充分说明了造山运动可以达到的程度。沉重的推断层（印度板块在欧亚板块之下）和褶皱是使得两个板块缝合的主要原因。印度板块和欧亚板块的碰撞不仅产生了喜马拉雅山脉，而且还造成了地壳向北远达西伯利亚的增厚。帕米尔高原、天山、阿尔泰山、兴都库什山及其他山脉都是因印度板块与欧亚板块碰撞而形成的。大陆岩石圈的变形可以以几种可能的模式发生。
美国欧扎克高原就是二叠纪的沃希托造山运动向南在阿肯色州、俄克拉何马州和得克萨斯州形成的。另一相关隆升是位于得克萨斯州的拉诺隆升。
含大峡谷在内的科罗拉多高原也是广泛的构造隆起和河流侵蚀的结果。
当山脉因造山运动或其他过程（如冰川运动后的反弹）上升较为缓慢时，可能会出现一种所谓水口的不寻常地貌。在这种情况下，河流等流水的侵蚀速度比山体隆起的速度快，从而形成贯穿山脉的峡谷与谷地连接起两侧的平原。此种例子如新西兰马纳瓦图峡及美国马里兰州坎伯兰峡谷。

## 等静力抬升
从一个地区移除的质量将通过地壳反弹得到等静力补偿。如果我们考虑典型的地壳地幔密度，则在一个足够宽阔、足够均匀的表面上，岩层每被侵蚀100米，会导致地壳回弹约85米，最终的平均海拔损失仅有约15米。典型例子如大陆冰盖融化后的冰后回弹。加拿大哈德逊湾、五大湖、芬诺斯坎底亚等地就因1万年前冰原融化，目前也在经历着回弹。
地壳增厚，如目前由印度板块和欧亚板块间的大陆碰撞而在喜马拉雅发生的地壳增厚，也会导致地表隆起；但由于增厚地壳的等静沉降，地表隆起的幅度将仅为地壳增厚量的六分之一左右。因此，在大多数聚合环境中，等静力抬升所起的作用相对较小，山脉形成可更多归因于构造过程。只有在知道其他影响因素（如平均海拔的变化、被侵蚀物质的体积、等静力作用的时间尺度和滞后、地壳密度的变化）时，才能用地表高程变化直接估计侵蚀或基岩抬升率。

## 珊瑚岛
珊瑚岛偶尔可见构造抬升。这可从各种完全由珊瑚组成的海洋岛屿的存在得到证明。此种岛屿多见于太平洋，典型例子是三座磷酸盐岛礁：瑙鲁、马卡泰阿岛、巴纳巴岛，以及新喀里多尼亚马雷岛、里夫岛，马克萨斯群岛法图乌库岛和皮特凯恩群岛亨德森岛。这些岛屿的抬升是海洋板块运动的结果。岛屿沉没或产生海底平顶山及其珊瑚礁则是地壳下沉的结果，大洋板块将这些岛屿带到更深的洋壳区域。

## 隆升与出露
“隆升”指与重力方向相反的位移，此种位移只有在被位移的物体和参照系确定的情况下才有明确的定义。Molnar和England定义了三种适用“隆升”一词的位移： 
1. 地表相对于大地水准面的位移。这就是我们常说的“地表隆起”；地表隆起可通过对特定区域的平均高程及其变化来定义。
2. “岩石的抬升”指岩石相对于大地水准面的位移。
3. 岩石相对于地表的位移被称为出露。

这三种位移的联系是：
地表隆升 = 岩石抬升 - 出露
上面的“大地水准面”一词指平均海平面，人们可以量化在这个参考系中的给定位移中，重力做了多少功。
测量隆升与出露的过程可能很棘手。测量隆升需要测量隆升前后的高度变化——地球科学家通常不是要确定单独一个点的隆起，而是要确定一个区域的隆起，因此必须测量该地区地表所有点的海拔变化，而且侵蚀率的影响也必须减到零或最小。另外，在隆起过程中沉积的岩石序列也必须得到保留。不用说，在海拔远高于海平面的山脉上，这些标准一般难以满足。此时古气候学复原可能极有价值，这些研究从已知对温度和降雨敏感的动植物群随时间的变化来推断有关地区的气候变化。岩石出露的程度可从地质测压术（测定岩石或集聚物以前的压力与温度）中推断出来。了解一个地区的压力和温度历史，可以产生对环境地温梯度的估计和对出露过程的限制。虽然地压/地热测量研究并不产生出露率（或任何其他时间信息），但只要有一个估计的热剖面，人们就可以运用裂变径迹及放射性信息进行定年。